# Амброзиастер
Амброзиастер или Амвросиаст (лат. Ambrosiaster) — условное имя, под которым известен автор двух произведений христианской литературы: «Толкований на 13 посланий апостола Павла» («Commentarius in xiii Epistulas Paulinas») и «Вопросов Ветхого и Нового Завета» («Quaestiones Veteris et Novi Testamenti»). Эти произведения известны с начала V века, однако уже тогда их авторство не было известно. «Толкования» и «Вопросы» были довольно популярны в Средние века и сохранились в большом количестве рукописей. Из более чем 70 известных рукописей «Толкований» большинство приписывают авторство Амвросию Медиоланскому, некоторые анонимны, остальные указывают на некоего Илария, возможно — Илария Пиктавийского. Из 40 рукописей «Вопросов» 37 дошли под именем Аврелия Августина, и три как принадлежащие Амвросию. На основании упоминания имени папы Дамасия I (366—384) в толковании на Первое послание к Тимофею (лат. ecclesia … cuius hodie rector est Damasus) устанавливается время активности Амброзиастера в правление данного понтифика. Существуют и другие причины датировать создание произведений Амброзиастера второй половиной IV века, однако для более точной датировки пока не достаточно данных. Явные указания в тексте, а также стилистические особенности позволяют предположить, что автор жил в Риме. Длительное время считалось, что имя «Амброзиастер» было дано автору приписываемых ему текстов Эразмом Роттердамским в 1527 году, однако современные исследователи выдвигают и другие гипотезы.

## Амброзиастер и его современники
Наиболее ранние известные использования текстов Амброзиастера встречаются у Августина, Иеронима Стридонского и Пелагия. Августин, ещё будучи манихеем, жил в Риме в 383-4 годах, после чего получил должность преподавателя риторики в Милане где, благодаря встрече с епископом Амвросием, принял христианство. Около 405 года, в полемике с Иеронимом Стридонским относительно толкования Гал. 2:11, Августин ссылался на авторитет Амвросия. Однако приписываемая Аврелием ему позиция не встречается в известных трудах Амвросия, но присутствует в «Толкованиях» Амброзиастера. В споре с Пелагием около 420 года Августин мнение Амброзиастера выдавал за слова святого Илария Пиктавийского.
Связь между Амброзиастером и другим его современником, Иеронимом Стридонским, установить сложнее. Хотя можно обнаружить у них взаимное цитирование, своих источников они не называют. Составленный Иеронимом сборник биографий важнейших церковных писателей «О знаменитых мужах» не содержит упоминаний об Амброзиастере, что, по мнению Г. Фогельса, является следствием применения «проклятия памяти» за его ошибочные мнения. Впрочем, возможно, что Иероним просто не знал имени автора цитируемых им сочинений. Более явные следы разногласий между Иеронимом и Амброзиастером исследователи обнаруживают в вопросах о тексте Библии и христианском браке. В первом случае Амброзиастер упрекает «некоторых авторов» латинских переводов Библии в искажении древних рукописей. Принимая это обвинение на счёт своей Вульгаты, Иероним обрушивается на «двуногих ослов» (лат. bipedes asellos), которые не понимают, что его деятельность на самом деле состоит в выявлении исходных чтений греческих оригиналов. Весьма вероятно, что целью его критики был Амброзиастер. Во втором случае богословы заняли различные позиции в разгоревшемся среди христиан Рима спора о браке. Если Амброзиастер в целом одобрял этот институт, то Иероним стоял на более аскетической позиции. В одном из своих «Вопросов» Амброзиастр вопрошает и обвиняет в ереси своего безымянного оппонента: «Но кто ты такой, чтобы запрещать брак? Возможно, Маркион, раз ты полагаешь, что тело сотворено не Богом, а Дьяволом?». Далее, пяти вопросам по книге Бытия, заданных папой Дамасием в 384 году, можно сопоставить 5 аналогичных «Вопросов» Амброзиастера (6, 9, 10, 11 и 12). В своих ответах Иероним косвенным образом критикует как ответы, так и метод Амброзиастера. Оба набора ответов сделаны независимо и не понятно, зачем папе потребовалось мнение двух богословов. Наконец, Иероним в своём письме 398 года цитирует мнение Амброзиастера о том, что Мельхиседека следует отождествлять со Святым Духом.
По мнению Софии Ланн-Роклифф, ни Августин, ни Иероним, никогда не имели в своём распоряжении трудов Амброзиастера в качестве текста с определённым авторством, иначе бы их критика была бы более адресной и точной. Более того, Иероним даже не считал его произведения принадлежащими одному автору.

## Издания
- Ambrosiaster. Quaestiones Veteris et Novi Testamenti / ed. A. Souter. — Vienna, 1908. — Т. 50. — (CSEL).
- Ambrosiaster. Commentarius in xiii Epistulas Paulinas / ed. H. I. Vogels. — Vienna, 1966–9. — Т. 81. — (CSEL).